# 草津中継局

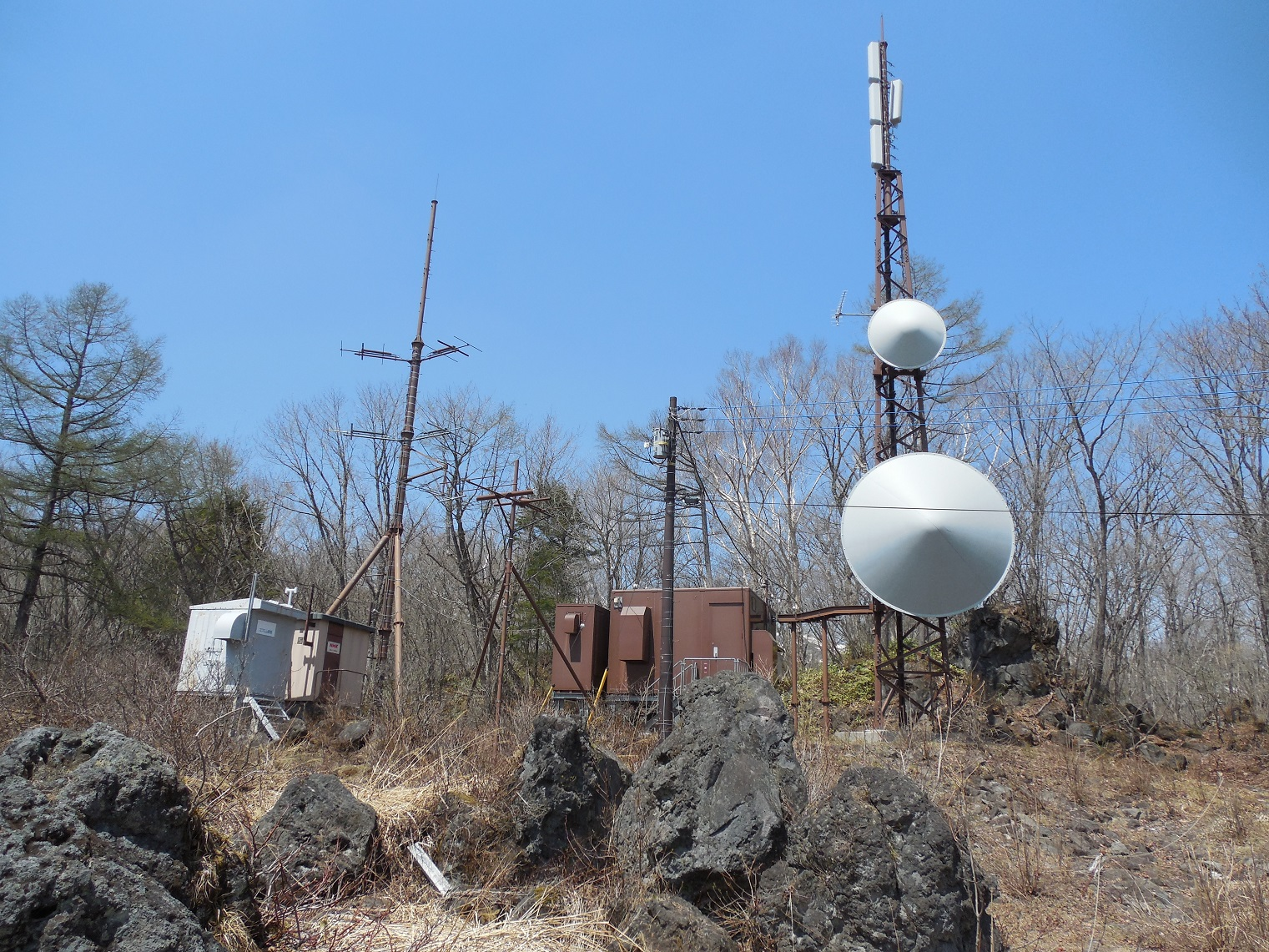
草津中継局 (左がFMおよび撤去済み旧アナログテレビ、右がデジタルテレビの各送信設備)

草津中継局（くさつちゅうけいきょく）は、群馬県吾妻郡草津町にあるテレビとFMラジオの中継局である。このうちテレビにおいて、地上アナログ放送の設備はNHKとGTVしか無かったが、地上デジタル放送が始まってからは関東広域圏の民放テレビ局も追加設置された。

## 概要
- 当中継局は、草津白根山の麓、草津町の草津温泉にある中継局。草津温泉方向のほか、標高が高い（約1300m）ため吾妻郡西部の広い範囲に電波を発射している。

## 送信施設概要

### デジタル放送
| リモコンキーID | 放送局名          | 物理チャンネル | 空中線電力 | ERP  | 放送対象地域 | 放送区域内世帯数 | 偏波面   |
| 1              | NHK前橋総合テレビ | 35ch           | 1W         | 9.5W | 群馬県       | 5407世帯         | 垂直偏波 |
| 2              | NHK東京教育テレビ | 13ch           | 1W         | 9.8W | 全国         | 5407世帯         | 垂直偏波 |
| 3              | GTV群馬テレビ     | 30ch           | 1W         | 9.5W | 群馬県       | 5407世帯         | 垂直偏波 |
| 4              | NTV日本テレビ     | 38ch           | 1W         | 9.5W | 関東広域圏   | 5407世帯         | 垂直偏波 |
| 5              | EXテレビ朝日      | 17ch           | 1W         | 9.5W | 関東広域圏   | 5407世帯         | 垂直偏波 |
| 6              | TBSテレビ         | 15ch           | 1W         | 9.5W | 関東広域圏   | 5407世帯         | 垂直偏波 |
| 7              | TXテレビ東京      | 18ch           | 1W         | 9.5W | 関東広域圏   | 5407世帯         | 垂直偏波 |
| 8              | CXフジテレビ      | 29ch           | 1W         | 9.5W | 関東広域圏   | 5407世帯         | 垂直偏波 |

- NHKと在京広域局は、2009年12月25日に開局。
- GTVは、2008年3月27日に開局。

#### 放送エリア
- 吾妻郡草津町、吾妻郡長野原町、吾妻郡中之条町六合地区、吾妻郡嬬恋村の一部。

### アナログ放送
| 放送局名          | チャンネル | 空中線電力        | ERP               | 放送対象地域 | 放送区域内世帯数 | 偏波面   |
| GTV群馬テレビ     | 41ch       | 映像10W /音声2.5W | 映像105W /音声27W | 群馬県       | 約-世帯          | 水平偏波 |
| NHK東京総合テレビ | 43ch       | 映像10W /音声2.5W | 映像110W /音声27W | 関東広域圏   | 約-世帯          | 水平偏波 |
| NHK東京教育テレビ | 45ch       | 映像10W /音声2.5W | 映像110W /音声27W | 全国         | 約-世帯          | 水平偏波 |

- 2011年7月24日に廃局。放送エリアは地上デジタル放送とほぼ同一であった。

### FM放送
| 放送局名        | 周波数  | 空中線電力 | ERP     | 放送対象地域 | 放送区域内世帯数 |
| --------------- | ------- | ---------- | ------- | ------------ | ---------------- |
| FMGエフエム群馬 | 76.7MHz | 音声10W    | 音声21W | 群馬県       | 約6千世帯        |
| NHK前橋FM放送   | 84.2MHz | 音声10W    | 音声21W | 群馬県       | 約6千世帯        |

## 置局住所
- 吾妻郡草津町大字草津字白根（草津町立草津小学校の西方高地にある国有林地内で、石尊山の中腹。）